# Rhynchodontodes mandarinalis
Rhynchodontodes mandarinalis är en fjärilsart som beskrevs av John Henry Leech 1900. Rhynchodontodes mandarinalis ingår i släktet Rhynchodontodes och familjen nattflyn. Inga underarter finns listade.